# قائمة شخصيات الصياد (أنمي)

من اليسار إلى اليمين: ميراندا مافريك، سارة ريفانت، إنتغرا مارتل، أكسيلا إريك، سيلفيا بان، أمو ترانفا، كاشا مافريك، سيليكا يايوا، روز أندرسون، سولتي ريفانت و روي ريفانت.

هذه قائمة شخصيات أنمي سلسلة سولتيراي.

## الشخصيات الرئيسية

### روي ريفانت
(ロイ・レヴァント Roi Revanto)
- أداء صوتي: جوجي ناكاتا  (اليابانية)، يحيى الكفري  (العربية)

روي هو صياد في منتصف العمر، وصف بأنه غاضب وخشن. زوجته سارة ريفانت، توفيت بسبب السرطان وابنته في عدد المفقودين بعد حدث سقوط الإنفجار. هو له الأولوية القصوى للبحث عن ابنته المفقودة، والذي يعتقد أنه لا تزال على قيد الحياة. فهو يمتلك فقط حذائها. ويعمل لحساب وكالة صغيرة تحت «مافريك ميراندا». في بداية السلسلة، انقذته فتاة وسمّها سولتي، ويعتبرها كابنته. وفي وقت لاحق فتاة أخرى روز أندرسون، تعيش معه. وأنه لا يدرك روز هي فعلا ابنته المفقودة حتى يكتشف أن سولتي تعلمت أغنية من روز وبالتالي عرف أن روز هي ابنته، روي أيضا يفخر بأن سولتي كابنته الأخرى على الرغم من كونها آلة، ويدرك سولتي أنها تتحمل عبء الإنسانية.

### سولتي ريفانت
(ソルティ・レヴァント Soruti Revanto)
- أداء صوتي: موموكو سايتو  (اليابانية)، أسيمة يوسف  (العربية)

هي فتاة البديل (ربوت-إنسان) مع الشعر الأخضر وعيون خضراء. وقالت أنها لا تذكر أي شيء من قبل اجتماعها الأول مع روي. بعد انقاذ حياة روي بغير مباشر (ومن ثم مباشرة مرات أخرى)، وأخذها للإقامة معها  فاعتمدها لاحقاً، مما تسبب في أن تأخذ لقب ريفانت. تمتلك شخصية مرحة، مفيدة، أنها عموما تنفق الوقت في الطبخ أو الأعمال المنزلية المنفذة لروي، وفي وقت لاحق، روز. تأخذ كل فرصة سانحة. باستغلال لعدد من قدرات خارقة، ولديها مقاومة عالية للإصابة، إلى حد كبير في تعزيز القوة والسرعة، والقدرة على تلقي صدى القبضات لتفكيك الأجسام. اسمها يأتي من واحدة من السجلات القديمة لروي، «سولتي روك».

### روز أندرسون
(ローズ・アンダーソン Rōzu Andāson)
- أداء صوتي: ماسمي أسانو  (اليابانية)، أنجي اليوسف  (العربية)

هي أحد اللصوص المساعدين، وتسعى إلى جلب الاهتماملها، وتدعو نفسها «المُذنِب الأزرق». أنها صادقة والتي لا تنضب مع الفخر والأنانية. على الرغم من أنها واخوتها يتبرعون بالغنائم إلى «المواطنين غير المسجلين» الذين يعانون من عدة مشاكل. غالباً ما تسبب كميات كبيرة من الأضرار العامة في العمليات. هي مسلحة بمسدس الليزر من ناحية، وأنها تركب دراجة نارية كبيرة بثلاث عجلات كروية في الجبهة وعجلات في الخلف بمدفع مخبأة في. وأنها أحياناً تغني أغنية «العودة إلى الحب (نسخة موسيقى الجاز)» لتهدئة نفسها.
هي في وقت لاحق كشفت أنها في الواقع ابنة روي ريتا ريفانت (リタ・レヴァント Rita Revanto).غُيرت لها لون الشعر والعيون بسبب التعرض إلى نانوماتشينيس من «سقوط الانفجار». بعد أن تم تبنّيها من قبل والدي لاري وأندي مع فقدانها الذاكرة، في البداية قاومت فكرة أنها ابنة روي حتى وقت لاحق قبلت. يفترض أنها قد قُتلت في انهيار برج ساعة، ولكن في وقت لاحق أنها ظهرت وعلى قيد الحياة والعمل مع آشلي لنكس، من أجل متابعة حلمهم المشترك للمساواة بين السكان. وقد أعطيت لها بدلة حمراء وسوداء في المضي قدما. كما تشمل حزمة نفاثة، مما يسمح لها بالطيران. سولتي في نهاية المطاف ارتدت البدلة في الحلقة الأخيرة عندما ذهبت إلى الفضاء. في النهاية تغلبت على آشلي من غسيل الدماغ في معرفة القيود والمشاكل التي لها من مواقف الحلم. «بعد خمس سنوات»، هي مدعوّة باسم«الممثلة ريتا ريفانت» من قبل الإرسال الإذاعي، مشيراً إلى أنها تبلغ موقع السلطة السياسية.

### ميراندا مافريك
(ミランダ・マーベリック Miranda Māberikku)
- أداء صوتي: ساياكا أوهارا (اليابانية)

صاحبة أعمال روي والأم الحاضنة لكاشا. وهي تدير «مافريك الصيادين»، وكالة صيد مستقلة. عادة ما تكون النوع ذاته والشخص مسترخي ولكنها يمكن أن تكون عدوانية عند الضرورة. قتل زوجها في الانفجار.

### كاشا مافريك
(カーシャ・マーベリック Kāsha Māberikku)
- أداء صوتي: ناتسكو كواتاني (اليابانية)

بنت ميراندا المتبنّية. هي واقعية وتثق قليلاً بالآخرين، تحبّ كل من سولتي وروز. تشكّل كاشا صداقة محرجة مع سيلفيا عند كلا منهما يطاردون روز وآشلي في موعدهما. اكشف في وقت لاحق في الحلقة الإضافية (أوفا) أن والدان سيليكا بالتربية هم عمّة وعمّ كاشا. وفي الخاتمة، تعمل كاشا أمينةً لروز.

### يوتو ك. ستيل
(ユート・K・スティール Yūto K. Sutīru)
- أداء صوتي: هيرو شيمونو (اليابانية)

أخصائي البديل في مستشفى المدينة. ومن خلال تحليله أن سولتي هي روبوت إنسان طبيعية في أول كشف. بعد أن كان مطرود بسبب حادث أثناء التشخيص، واستأجرته ميراندا، وينتقل إلى البناء عند سولتي وروي. وهو مهوس بسولتي، يضايق كاشا وروي إلى ما لا نهاية. ومع ذلك، هو يضربُ بشكل هزلي على أيدي كاشا، روي، ومرة قبل ميراندا.

## شخصيات الـ آر يو سي

### آشيلي لينكس
(アシュレイ・リンクス Ashurei Rinkusu)
- أداء صوتي: نوبوؤو توبيتا (اليابانية)، مروان فرحات (العربية)

عضو رئييس في R.U.C. ذو شعر أبيض، اسمه الأصلي هو لوك. الجانب الأيسر من وجهه وذراعه اليسرى، وربما أكثر من جسده هي كلّها عبارة عن البديل. هو أحد المهاجرين من الجيل الأول الباقين على قيد الحياة القليلة، وأشرف على تشييد مدينة تحت الأرض. يحمل دوافع خفية لأولئك الذين يعملون معه، وفي نهاية المطاف، دون اكتراث لمرؤوسيه. في الحلقتين النهائيتين، تبين أنه كان على علاقة غرامية مع البشرية المسماة كيش إيلومينا، الذي خزنت كلماتها النهائية في سولتي التي ستخبرهُ بها. نتيجة للإصابات الناتجة عن الحوادث في مناسبتين منفصلتين، تم إصلاحها عن طريق ريسيمبليزيشن إيونوميا ولكنه قتله في وقت لاحق إيونوميا بعد فقدان السيطرة عليها.

### سيلفيا بان
(シルビア・バン Shirubia Ban)
- أداء صوتي: شيزوكا إيتو (اليابانية)، لمى الشمندي (العربية)

شقراء وبديهة لديه مشاعر رومانسية تجاه أشلي. عندما توليت روز عمل انتيغرا كقائد للفريق الإيراد، تحدّيت سيلفيا روز لمبارزة في درعهم. لها بدلة إيرادها باللون الأزرق، ويزيد من قوتها. في وقت لاحق في هذه القصة، أنها تواجه أشلي بعد أن تسمع أن سيليكا قد أطلقت. أشلي وجه لها ضربة في بطنها، مما أسفر عن قتلها على الفور. اسمها ويستند من نيسان سيلفيا.